# Schickedanz Open 1999
Lo Schickedanz Open 1999 è stato un torneo di tennis facente parte della categoria ATP Challenger Series nell'ambito dell'ATP Challenger Series 1999. Il torneo si è giocato a Fürth in Germania dal 1° al 6 giugno 1999 su campi in terra rossa.

## Vincitori

### Singolare
Ronald Agénor ha battuto in finale  Tomáš Zíb con il punteggio di 6–2, 7–6

### Doppio
Nebojša Đorđević /  Marcos Ondruska hanno battuto in finale  Diego del Río /  Martin Rodriguez con il punteggio di 4–6, 6–3, 6–4